# K.C sub acoperire
K.C. Sub Acoperire (engleză K.C. Undercover) este un sitcom american creat de Corinne Marshall și produs de It's a Laugh Productions pentru Disney Channel. Serialul a avut premiera originală pe 18 ianuarie 2015 și în România a avut avanpremiera pe 12 iunie 2015 și premiera oficială a fost la 27 septembrie 2015. Tema serialului este despre o familie de spioni. Serialul s-a încheiat pe 2 februarie 2018.

## Personaje

### Personaje principale
- K.C. Cooper (Zendaya) este sora lui Ernie și Judy și studiază la o școală de spioni pentru a fi un spion sub acoperire. Ea este extrem de bună la matematică, baschet, și karate. De asemenea,ea ține foarte mult la familia ei și este foarte neîndemânatică când vine vorba de băieți. Poartă mereu cămăși în carouri și are simțul umorului.
- Marisa (Veronica Dunne) este cea mai bună prietenă a lui K.C. Ea este o persoană foarte prietenoasă. În "Photo Bombed", ea învață despre viața de spion a lui K.C.
- Ernie Cooper (Kamil McFadden) este fratele lui K.C. și Judy și un stereotip tocilar. El este un geniu IT și se alătură echipei de spioni din familie, el este de multe ori ignorat de părinții săi (în special de tatăl său).
- Judy (Trinitee Stokes) este sora lui K.C. și a lui Ernie robot care arată ca o fată sarcastică de 10 ani. Natura ei robotică îl face pe el foarte inteligent, dar nu are  abilități sociale, deși ea este considerată a fi Sassy. Numele ei vine de la "Junior Undercover Digital Tineretului." Ea nu apare în spectacol până la al doilea episod "Sora mea la o altă mamă ... Consiliul", în cazul în care agenția decide Ernie nu ar face un spion destul de bun înainte de a se dovedește repede le greșit.
- Kira Cooper (Tammy Townsend) este mama lui K.C., Ernie, și Judy și, de asemenea, un spion sub acoperire.
- Craig Cooper (Kadeem Hardison) este tatăl lui K.C., Ernie și Judy și, de asemenea, un spion sub acoperire.

### Personaje secundare
- Petey Goldfeder (James DiGiacomo) este un prieten al lui Judy și vecinul său.
- Doamna Goldfeder (Jaime Moyer) este mama lui Petey.
- Brett Willis (Ross Butler) este un spion inamic și fostul iubit al lui K.C.
- Zane (François Shau) este tatăl lui Brett și un membru la Other Side.
- Agent Beverly (Sherri Shepherd) este un membru al organizației. Ea este un prieten bun cu familia Cooper.
- Agent Johnson (Rick Hall) este un membru al organizației.

## Episoade
| Sezon | Sezon | Episoade | Premiera originală | Premiera originală | Premiera în România | Premiera în România |
| Sezon | Sezon | Episoade | Început            | Sfârșit            | Început             | Sfârșit             |
| ----- | ----- | -------- | ------------------ | ------------------ | ------------------- | ------------------- |
|       | 1     | 27       | 18 ianuarie 2015   | 24 ianuarie 2016   | 27 septembrie 2015  | 12 iunie 2016       |
|       | 2     | 24       | 6 martie 2016      | 13 ianuarie 2017   | 10 septembrie 2016  | 3 iunie 2017        |
|       | 3     | 24       | 7 iulie 2017       | 2 februarie 2018   | 3 martie 2018       | 28 septembrie 2018  |

## Premiere internaționale
| Țara | Canal                        | Lansare            | Nume film            |
| --- | ---------------------------- | ------------------ | -------------------- |
| Statele Unite ale Americii | Disney Channel SUA           | 18 Ianuarie 2015   | K.C Undercover       |
| Mexic Argentina Bolivia Chile Columbia Ecuador El Salvador Guatemala Honduras Nicaragua Panama Paraguay Peru Republica Dominicană Uruguay Venezuela Costa Rica | Disney Channel Latinoamérica | 18 Ianuarie 2015   | K.C Undercover       |
| Regatul Unit | Disney Channel UK            | 27 Martie 2015     | K.C. Undercover      |
| Spania | Disney Channel España        | 22 Mai 2015        | K.C. Agente Especial |
| Portugalia | Disney Channel Portugal      | 23 Mai 2015        | KC Secret Agent      |
| Brazilia | Disney Channel Brasil        | 20 Iulie 2015      | KC Agent Secret      |
| Țările de Jos | Disney Channel Netherlands   | 4 Septembrie 2015  | KC Undercover        |
| Polonia | Disney Channel Polonia       | 12 Iunie 2015      | Teen Agent           |
| România | Disney Channel România       | 26 septembrie 2015 | K.C sub acoperire    |
| Italia | Disney Channel Italia        | 24 Aprilie 2015    | K.C. Agente Segreto  |
| Canada | Family Channel               | 23 Ianuarie 2015   | K.C. Undercover      |
| Australia | Disney Channel Australia     | 23 Ianuarie 2015   | K.C. Undercover      |
| Franța | Disney Channel Franța        | 1 Aprilie 2015     | Agent KC             |
| Danemarca | Disney Channel Danemarca     | 17 April 2015      | KC Hemmelig Agent    |
| Finlanda | Disney Channel Finlanda      | 17 April 2015      | KC Salainen Agentii  |
| Suedia | Disney Channel Suedia        | 17 April 2015      | KC Hemlig Agent      |
| Ungaria | Disney Channel Ungaria       | 18 Iulie 2015      | K.C., a tinikém      |